# قارب شراعي مفرد الصارية
يشير مصطلح شلّوب (بالإنجليزية: Sloop) إلى نوع من القوارب الشراعية الصغيرة، يُستخدم في العادة لأغراض الرياضات المائية ضمن المياه الساحلية. يتميز هذا القارب بصارية واحدة ونظام أشرعة طولي يشمل شراعًا أماميًا وآخر خلفي.

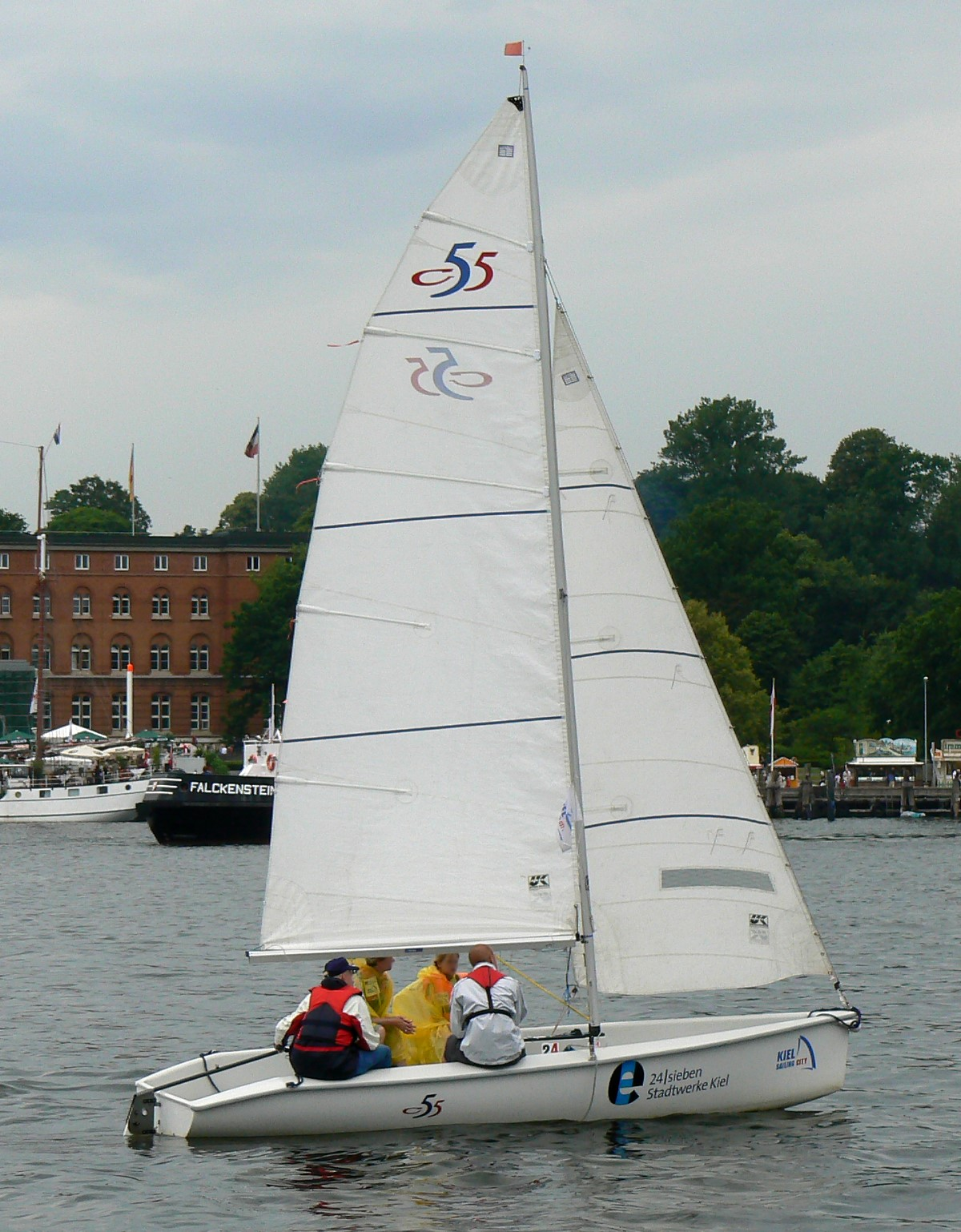
الشلّوب البرمودي، وهو الشكل الأكثر شيوعًا للشلّوب في القوارب الشراعية الحديثة

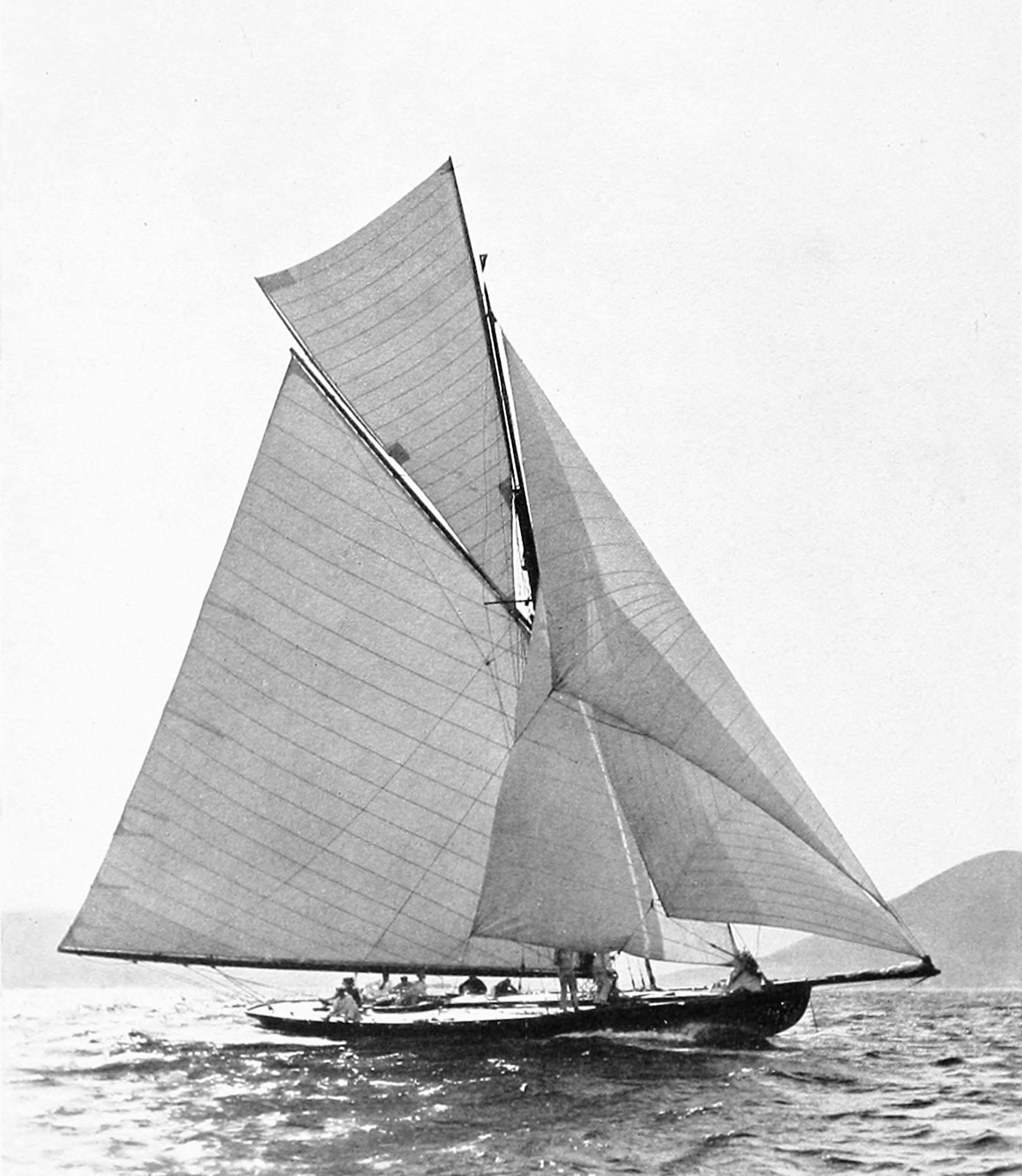
شلّوب مجهز بشراع غاف، 1899

تُعرف الشلّوبات بقدرتها الفائقة على الإبحار عكس اتجاه الرياح، وذلك بفضل صواريها الطويلة وأشرعتها ذات الشكل المثلث. وقد جعلها هذا الأداء البحري العالي خيارًا مفضلًا لدى القراصنة في منطقة البحر الكاريبي خلال العصور الماضية، إذ مكّنهم من الهروب بسرعة عقب تنفيذ هجماتهم.

## تاريخ
تُعد أصول وتاريخ تطور الشلّوب معقّدة نسبيًا، ويُعزى ذلك جزئيًا إلى أن البحّارة، قبل القرن التاسع عشر، كانوا يصنّفون القوارب والسفن استنادًا إلى شكل الهيكل، وليس وفقًا لنظام الأشرعة أو التجهير كما هو متبع اليوم. ويُشتق مصطلح شلّوب من الكلمة الهولندية sloep، التي ظهرت في القرن السادس عشر، وكانت تشير إلى قوارب تجديف مفتوحة تُحمَل عادة على متن السفن الأكبر حجمًا. وقد خُصّصت هذه القوارب لاستخدامها كقوارب إنزال أو قوارب نجاة.
ومع تطور صناعة السفن وزيادة أحجامها، بدأ تصميم الشلّوبات بأحجام أكبر، وزُوّدت تدريجيًا بصارية واحدة أو اثنتين، إلى جانب أشرعة متعددة. وبهذا، أصبحت الشلّوبات من القوارب الشراعية الأساسية المستخدمة في المياه الساحلية الهولندية والمسطحات المائية الداخلية، وغالبًا ما كانت مجهّزة بشراع أمامي وآخر رئيسي.
وقد لقي التصميم الهولندي للشلّوب رواجًا واسعًا في صناعة بناء السفن في دول شمال أوروبا وحوض بحر البلطيق، حيث استُخدم الشراع من نوع غاف بوصفه الشراع الرئيسي. أما في إنجلترا، فقد استُخدمت هذه القوارب على نحو خاص في صيد الأسماك والرحلات التجارية الساحلية، وكانت تُستخدم في نقل الفحم والقمح وسلع تجارية أخرى. وعلى الرغم من صغر حجمها النسبي، فقد كانت أيضًا قادرة على عبور المحيطات؛ إذ نُقلت بها شحنات من الأخشاب عبر المحيط الأطلسي بين أمريكا الشمالية والجزر البريطانية في أوائل القرن الثامن عشر.
واستمر استخدام الشلّوبات الإنجليزية كقوارب شحن حتى عشرينيات القرن العشرين، لا سيما في أنهار مثل هامبر وترينت، وفي شبكة الممرات المائية المرتبطة بها. وقد عُرفت في تلك المناطق باسم “كيلز” (Keels)، وكانت قادرة على نقل حمولات تصل إلى 100 طن. وبفضل استخدام الرافعات الميكانيكية، أمكن تقليص عدد أفراد الطاقم إلى بحّارين اثنين فقط يعيشان على متن القارب.
وكانت قوارب “كيل” تُبنى في ورش بناء السفن الصغيرة المنتشرة في مقاطعتي لينكولنشاير وإيست يوركشاير، وغالبًا ما كانت تُصنع من الخشب، وفي بعض الحالات من الحديد أو الفولاذ.
وفي أواخر القرن التاسع عشر، صدر نوع جديد من الشلّوبات بالاعتماد على تصميم قوارب “كيل”، عُرف باسم شلّوبات هامبر (Humber sloops)، وقد صُمّم خصيصًا للملاحة في الجزء السفلي من نهر هامبر ومصبّه. وتميّز هذا النوع بسهولة التنقل وسرعته في نقل البضائع، كما كان قادرًا على الإبحار في القنوات المائية، مما أتاح له مرونة واسعة في الحركة، إذ كانت حمولته تصل إلى نحو 160 طنًا.
وتكوّن طاقم هذه القوارب الخشبية عادةً من رجلين وصبي، كانوا جميعًا يقيمون في الجزء الخلفي من القارب، وفي بعض الحالات، كانت تعمل عليه وتعيش فيه أسرة كاملة.

## شلّوبات برمودا
تُعَدّ الشلّوبات المعروفة باسم “شلّوبات برمودا” من أنواع القوارب المبتكرة التي تطوّرت في أوائل القرن السابع عشر في جزر برمودا. وقد صُنعت عادةً في القرن الثامن عشر من خشب الأرز، وكانت تحظى بشعبية كبيرة بوصفها قوارب سريعة ومتينة. وقد أصبحت لاحقًا أساسًا لتصميم اليخوت الشراعية الحديثة.
وقد تطوّرت شلّوبات برمودا لاحقًا إلى سفن شراعية مزودة بصاريتين أو أكثر، كما هو الحال في الشلّوبات الحربية التي استخدمها كل من الأسطول الملكي البريطاني والأسطول الأمريكي — وهو مصطلح تقني شاع استخدامه في القرن الثامن عشر. أما السفن الحربية الفرنسية المشابهة لها فكانت تُعرف باسم “كورفيتات”.
وفي القرن التاسع عشر، زُوِّدت أنواع متقدمة من هذه الشلّوبات الحربية — المعروفة بـ”الشلّوبات ذات المراوح” — بمحركات مروحية بالإضافة إلى الأشرعة. ومن بين أشهر هذه السفن كانت “ألآباما”، وهي سفينة هجومية تابعة للولايات الكونفدرالية الأمريكية خلال الحرب الأهلية، وقد اشتهرت بخطورتها، إذ قامت باعتراض أو إغراق نحو ستين سفينة معادية.

## صور

زورق شراعي بنظام شراع برمودا. الشراع الموجود في المقدمة يُسمى الشراع الأمامي. يمكنك الاطلاع على نوع “الكتر” لرؤية أمثلة أخرى على الأشرعة الأمامية
زورق شراعي مزوّد بشراع بنظام غونتر
زورق شراعي بنظام شراع “جاف”، ويحتوي على شراع أمامي وشراع علوي صغير فوق الشراع الرئيسي
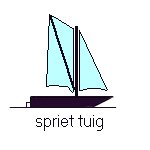
زورق شراعي مزوّد بشراع من نوع “سبريتسيل”
زورق شراعي يحتوي على عدة أشرعة أمامية وشراع علوي